# Wspólnota administracyjna Riedlingen
Wspólnota administracyjna Riedlingen – wspólnota administracyjna (niem. Vereinbarte Verwaltungsgemeinschaft) w Niemczech, w kraju związkowym Badenia-Wirtembergia, w rejencji Tybinga, w regionie Donau-Iller, w powiecie Biberach. Siedziba wspólnoty znajduje się w mieście Riedlingen.
Wspólnota administracyjna zrzesza jedno miasto i sześć gmin wiejskich:
- Altheim, 2 267 mieszkańców, 23,74 km²
- Dürmentingen, 2 587 mieszkańców, 24,09 km²
- Ertingen, 5 394 mieszkańców, 37,74 km²
- Langenenslingen, 3 560 mieszkańców, 88,40 km²
- Riedlingen, miasto, 10 241 mieszkańców, 64,97 km²
- Unlingen, 2 429 mieszkańców, 26,87 km²
- Uttenweiler, 3 570 mieszkańców, 49,78 km²